# Vuelta a Murcia 2009
La 29ª Vuelta a Murcia (oficialmente: Vuelta Ciclista a la Región de Murcia), disputada entre el 4 y el 8 de marzo de 2009, estuvo dividida en 5 etapas para un total de 570,4 km.
Participaron 13 equipos. 2 equipos españoles del UCI ProTeam (Caisse d'Epargne y Euskaltel-Euskadi); los 3 de categoría Profesional Continental (Contentpolis-Murcia, Andalucía-Cajasur y Karpin Galicia); y la selección de España. En cuanto a representación extranjera, estuvieron 6 equipos: los ProTeam del Rabobank, Garmin-Slipstream, Team Saxo Bank y Team Columbia-High Road; Profesional Continental italiano Acqua & Sapone; y los Continentales del Liberty Seguros y Andorra-GrandValira. Formando así un pelotón de 102 ciclistas con 8 corredores cada equipo (excepto el Andorra-GrandValira y el Columbia-High Road que salieron con 7).

## Etapas
| Etapa | Fecha      | Recorrido                                   | Km       | Ganador           | Líder             |
| ----- | ---------- | ------------------------------------------- | -------- | ----------------- | ----------------- |
| 1ª    | 4 de marzo | San Pedro del Pinatar-Lorca                 | 185,8    | Graeme Brown      | Graeme Brown      |
| 2ª    | 5 de marzo | Las Torres de Cotillas-Caravaca             | 70       | Gregory Henderson | Gregory Henderson |
| 3ª    | 6 de marzo | San Pedro del Pinatar-San Pedro del Pinatar | 16 (CRI) | František Raboň   | František Raboň   |
| 4ª    | 7 de marzo | Alhama de Murcia-Alhama de Murcia           | 151,1    | Rubén Plaza       | Denís Menshov     |
| 5ª    | 8 de marzo | Santiago de la Ribera-Murcia                | 142,5    | Graeme Brown      | Denís Menshov     |

## Clasificaciones finales
| \| 1. \| Denís Menshov \| 14h 55' 06" \| \| 2. \| Rubén Plaza \| + 20" \| \| 3. \| Pieter Weening \| + 35" \| \| 4. \| Xavier Tondo \| + 45" \| \| 5. \| Jaume Rovira \| + 51" \| \| 6. \| Ezequiel Mosquera \| + 1' 15" \| \| 7. \| Carlos Nozal \| + 1' 58" \| \| 8. \| Laurens Ten Dam \| + 1' 59" \| \| 9. \| Fran Pérez \| + 2' 06" \| \| 10. \| Matthew Goss \| + 2' 07" \| |                   |             |
| 1. | Denís Menshov     | 14h 55' 06" |
| 2. | Rubén Plaza       | + 20"       |
| 3. | Pieter Weening    | + 35"       |
| 4. | Xavier Tondo      | + 45"       |
| 5. | Jaume Rovira      | + 51"       |
| 6. | Ezequiel Mosquera | + 1' 15"    |
| 7. | Carlos Nozal      | + 1' 58"    |
| 8. | Laurens Ten Dam   | + 1' 59"    |
| 9. | Fran Pérez        | + 2' 06"    |
| 10. | Matthew Goss      | + 2' 07"    |

| \| 1. \| Gregory Henderson \| 68 p. \| \| 2. \| Graeme Brown \| 60 p. \| \| 3. \| Matthew Goss \| 46 p. \| |                   |       |
| 1. | Gregory Henderson | 68 p. |
| 2. | Graeme Brown      | 60 p. |
| 3. | Matthew Goss      | 46 p. |

| \| 1. \| Kanstantsín Siutsou \| 16 p. \| \| 2. \| Amets Txurruka \| 10 p. \| \| 3. \| Xavier Tondo \| 8 p. \| |                     |       |
| 1. | Kanstantsín Siutsou | 16 p. |
| 2. | Amets Txurruka      | 10 p. |
| 3. | Xavier Tondo        | 8 p.  |

| \| 1. \| Giuseppe Palumno \| 9 p. \| \| 2. \| Javier Benítez \| 8 p. \| \| 3. \| Pedro Javier Vera \| 7 p. \| |                   |      |
| 1. | Giuseppe Palumno  | 9 p. |
| 2. | Javier Benítez    | 8 p. |
| 3. | Pedro Javier Vera | 7 p. |

| \| 1. \| Rabobank \| 44h 47' 02" \| \| 2. \| Liberty Seguros Continental \| + 1' 20" \| \| 3. \| Caisse d'Epargne \| + 3' 55" \| |                             |             |
| 1. | Rabobank                    | 44h 47' 02" |
| 2. | Liberty Seguros Continental | + 1' 20"    |
| 3. | Caisse d'Epargne            | + 3' 55"    |

| \| 1. \| Fran Pérez \| 15h 57' 12" \| \| 2. \| David Calatayud \| + 28' 17" \| \| 3. \| Javier Chacón \| + 30' 34" \| |                 |             |
| 1. | Fran Pérez      | 15h 57' 12" |
| 2. | David Calatayud | + 28' 17"   |
| 3. | Javier Chacón   | + 30' 34"   |